# Брёйе
Брёйе́ (фр. Breuillet) — коммуна во Франции, находится в регионе Пуату — Шаранта. Департамент коммуны — Шаранта Приморская. Входит в состав кантона Ла-Трамблад. Округ коммуны — Рошфор.
Код INSEE коммуны — 17064.

## Население
Население коммуны на 2010 год составляло 2634 человека.
| 1962 | 1968 | 1975 | 1982 | 1990 | 1999 | 2006 | 2012 |
| ---- | ---- | ---- | ---- | ---- | ---- | ---- | ---- |
| 847  | 926  | 1073 | 1346 | 1863 | 2182 | 2495 | 2674 |